# Рішительні пункти
Рішительні пункти (рос. Решительные пункты) — нормативний акт російської верховної влади, виданий у формі указу у відповідь на прохання гетьмана Данила Апостола про унормування українсько-російських відносин за допомогою договору. 22 серпня 1728 Видані у вигляді указу Петра II у відповідь на подану гетьманом петицію про повернення Гетьманщині прав, викладених ще в договір, статтях Богдана Хмельницького (див. Березневі статті 1654).

## Склад акту
Акт складався з преамбули й 20 пунктів.
- У Війську Запорізькому формально відновлювалася діяльність Генеральної військової ради, якій поверталися повноваження «вільними голосами обирати» гетьмана, але тільки за дозволом і згодою російського монарха (ст. 2); усувати гетьмана з посади стало виключно компетенцією імператора.
- На посади генеральної старшини й полковників добиралися по 2—3 кандидати, які подавалися на розгляд імператорові (ст. 3). * Нововведенням були гарантії гетьмана, що на найвищі посади в Козацькій державі можуть обиратися також іноземці, тобто росіяни.
- Полк, старшина і сотники обиралися козаками та затверджувалися гетьманом.
- Підтверджувалися права старшини на рангові маєтності козаків і селян — на володіння землею.
- Полковники прирівнювалися до російських генерал-майорів, їм передбачалося надавати за службу землі й маєтки, однак імператорські грамоти на власність віднині мали видаватися лише за особистим проханням гетьмана і переважно тільки на час служби (ст. 10, 12).
- Гетьманський уряд позбавлявся права на дипломатичні відносини з іншими країнами, йому лише дозволялося вирішувати в присутності імператорського уповноваженого дрібні прикордонні справи з Річчю Посполитою, Кримським ханством.
- Підвищувалася роль генеральної старшини у судових справах (ст. 1).
- Відновлювався старий принцип «де три козаки, там два третього повинні судити».
- Вперше в офіційному акті вжито поняття «малоросійські права» (преамбула).
- Рядових козаків повинні були судити курінні та інші отамани, селян — сільські отамани, міщан — війти «за своїми артикулами і від своїх людей».
- Наступною інстанцією визначались суди сотенні та міські (гродські), далі — полкові.
- Генеральний суд, який тепер складався з трьох українців і трьох росіян, не був найвищим арбітром, бо його рішення можна було оскаржити гетьману «яко президенту того суду». Якщо гетьман сумнівався щодо присуду, він збирав старшин, раду, котра мала повноваження не тільки скасовувати рішення Генерального суду, а й накладати на суддів штраф на користь незаслужено покараного. Невдоволені ухвалою гетьмана чи старшин, ради отримували право скаржитися («бити чолом») імператорові або колегії закордонних справ, до якої 1727 року перейшло управління Гетьманською Україною.
- Згідно з «Рішительними пунктами» 1728 року було введено ще одну посаду генерального підскарбія, яку займав представник імператора. Це давало Санкт-Петербургу можливість контролювати фінанси України-Гетьманщини.

## Здобутки
Розширення повноважень старшин, рад у галузі організації торгівлі й промислів (ст. 15), спроба поставити перепони на шляху закупівлі за безцінь чи відвертого захоплення українських земель росіянами (ст. 16 і 19). Чисельність найманого війська обмежувалася до 3 полків (окрім реєстрових козаків). Гетьман з військового боку мав підлягати російському генерал-фельдмаршалові (ст. 5, 6). Передбачалося перенести столицю Гетьманщини з Глухова «у більш зручне для України місце» (ст. 11) тощо. Деякі вимоги гетьмана (про новий статус біженців з Росії, про висилку з України розкольників) імператор відхилив, одну статтю (про майно старшини) залишив без відповіді, розгляд ще однієї (про кордони зі Слобожанщиною) відклав. "Рішительні пункти" 1728, при всій їх обмеженості, дали можливість Данилу Апостолу на певний час загальмувати процес деформації Гетьманщини як політичного утворення.